# Liste der Monuments historiques in Jarny
Die Liste der Monuments historiques in Jarny führt die Monuments historiques in der französischen Gemeinde Jarny auf.

## Liste der Immobilien
| Bezeichnung       | Beschreibung                     | Standort                 | Kennzeichnung | Schutzstatus | Datum | Bild           |
| ----------------- | -------------------------------- | ------------------------ | ------------- | ------------ | ----- | -------------- |
| Kirche St-Maximin | ab dem Ende des 13. Jahrhunderts | Place de l’Église (Lage) | PA00106046    | Inscrit      | 1982  | weitere Bilder |

## Liste der Objekte
| Bezeichnung                                      | Beschreibung | Standort                        | Kennzeichnung | Schutzstatus | Datum | Bild |
| ------------------------------------------------ | --- | ------------------------------- | ------------- | ------------ | ----- | ---- |
| Relief Vision des heiligen Hubertus              | Kalkstein, 19. Jahrhundert | in der Kirche St-Maximin (Lage) | PM54001584    | Inscrit      | 1992  |      |
| Skulptur Madonna mit Kind                        | Kalkstein, farbig gefasst, Mitte des 16. Jahrhunderts | in der Kirche St-Maximin (Lage) | PM54001141    | Classé       | 1995  |      |
| Relief Mystische Hochzeit Marias                 | Kalkstein, 19. Jahrhundert | in der Kirche St-Maximin (Lage) | PM54001585    | Inscrit      | 1992  |      |
| Skulptur Sitzende Madonna mit Kind               | Eichenholz, 16. Jahrhundert | in der Kirche St-Maximin (Lage) | PM54001583    | Inscrit      | 1992  |      |
| Skulptur Heiliger Eligius                        | Holz, farbig gefasst und vergoldet, 18. Jahrhundert | in der Kirche St-Maximin (Lage) | PM54001586    | Inscrit      | 1992  |      |
| Gemälde Mariä Himmelfahrt                        | Ölfarbe auf Leinwand, vergoldeter Holzrahmen, 1774 von Philibert Bonnet d’Anval                                                                                        | in der Kirche St-Maximin (Lage) | PM54001231    | Classé       | 2000  |      |
| Schlaf- und Salonwagen SS MYFI 498               | 1928 für die Compagnie des chemins de fer du Midi gebaut; in Charleville-Mézières eingestellt                                                                          | im Bahnbetriebswerk (Lage)      | PM54001125    | Classé       | 1987  |      |
| Personenwagen 1. Klasse A8 37084                 | 1935 für die Compagnie des chemins de fer de l’Est gebaut; in Grandchamp eingestellt                                                                                   | im Bahnbetriebswerk (Lage)      | PM54001126    | Classé       | 1987  |      |
| Postwagen PTT 9147413                            | zwischen 1924 und 1933 bei De Dietrich für die Compagnie des chemins de fer du Midi gebaut; in Thouars eingestellt                                                     | im Bahnbetriebswerk (Lage)      | PM54000153    | Classé       | 1987  |      |
| Personenwagen 2. Klasse B9 54650                 | 1933 bei De Dietrich für die Compagnie des chemins de fer de Paris à Lyon et à la Méditerranée gebaut; bei der Chemin de Fer Touristique Limousin-Périgord eingestellt | im Bahnbetriebswerk (Lage)      | PM54001333    | Classé       | 1987  |      |
| Garnitur aus fünf Personenwagen 1. und 2. Klasse | Wagennummern A8 37102, B11 37244, B11 37248, A3½B5 36077 und B5D 37551; 1931/32 für die Compagnie des chemins de fer de l’Est gebaut; in Toulouse eingestellt          | im Bahnbetriebswerk (Lage)      | PM54001127    | Classé       | 1987  |      |
| Güterwagen DP 37413                              | 1928 für die Compagnie des chemins de fer du Midi gebaut | im Bahnbetriebswerk (Lage)      | PM54001042    | Classé       | 1990  |      |